# Kennedybrücke (Bonn)

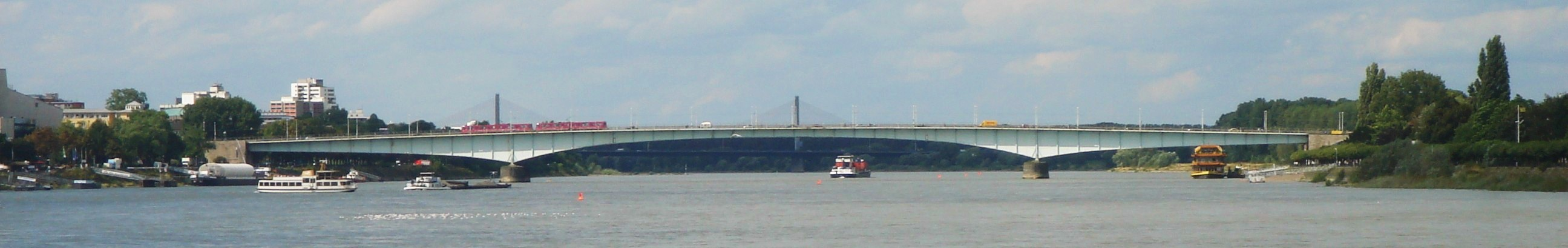
Ansicht der Kennedybrücke von Süden (2006)

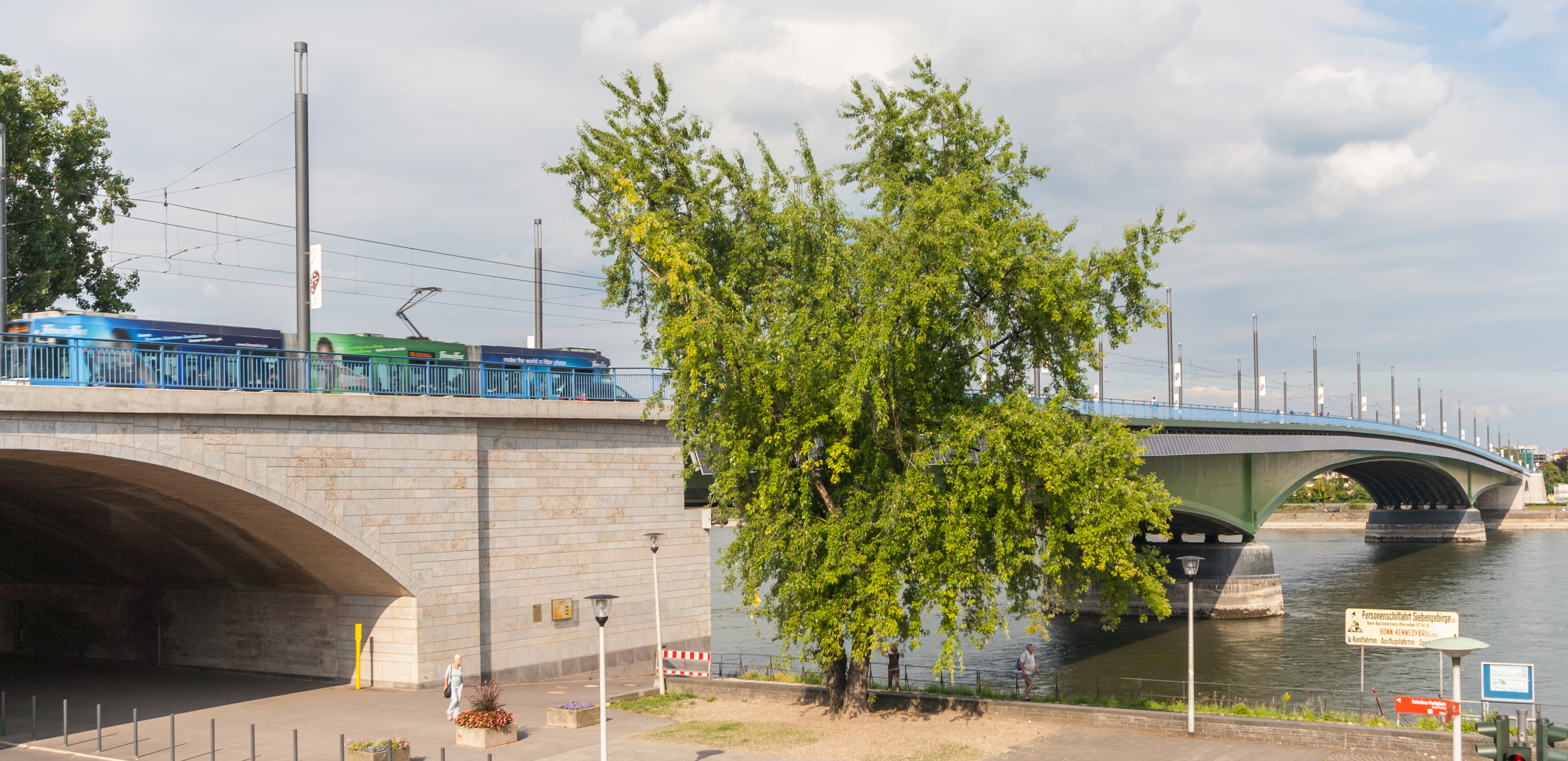
Die sanierte Kennedybrücke mit der Solaranlage an der Südseite (August 2013)

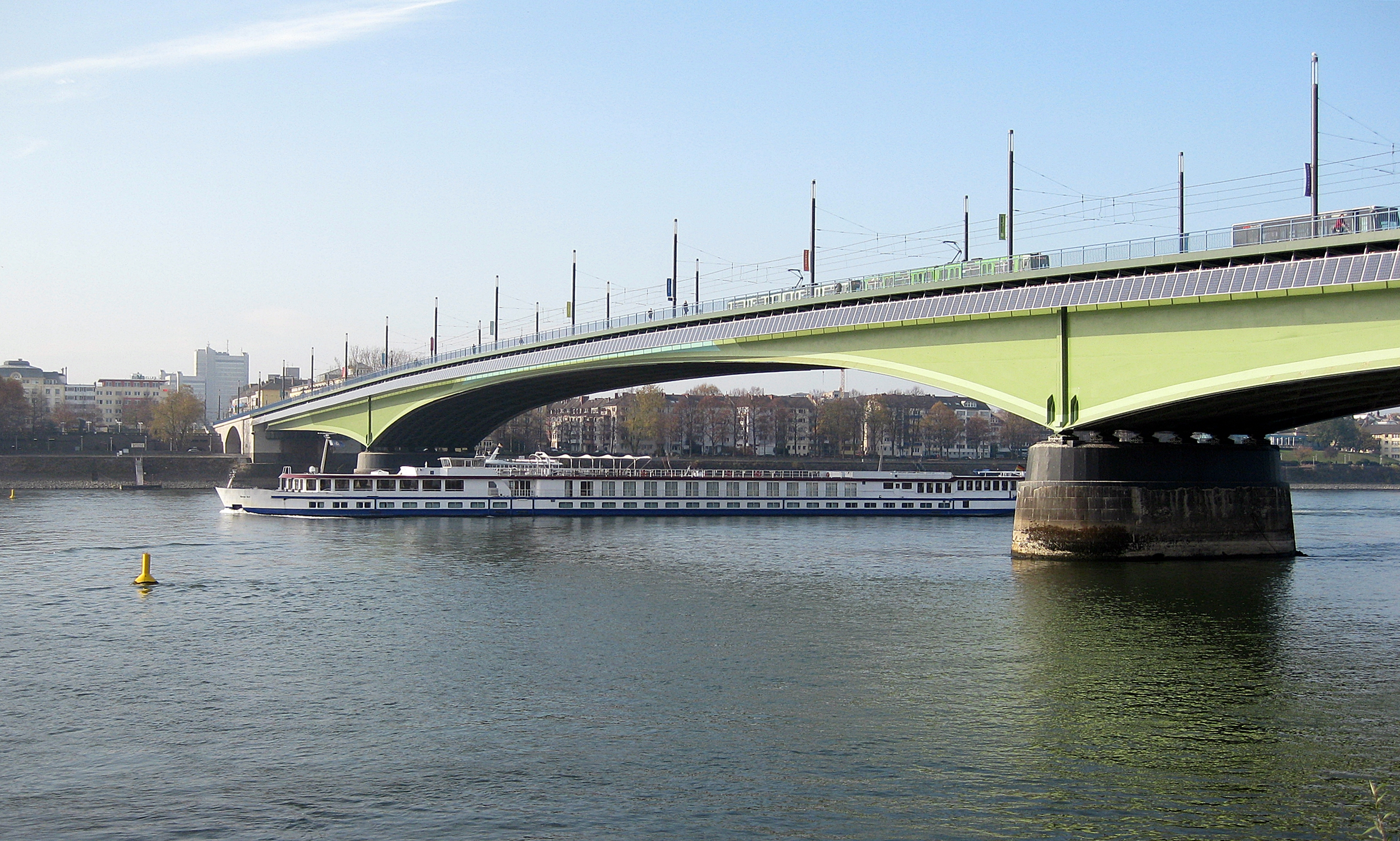
Sicht vom Beueler Ufer (November 2011)

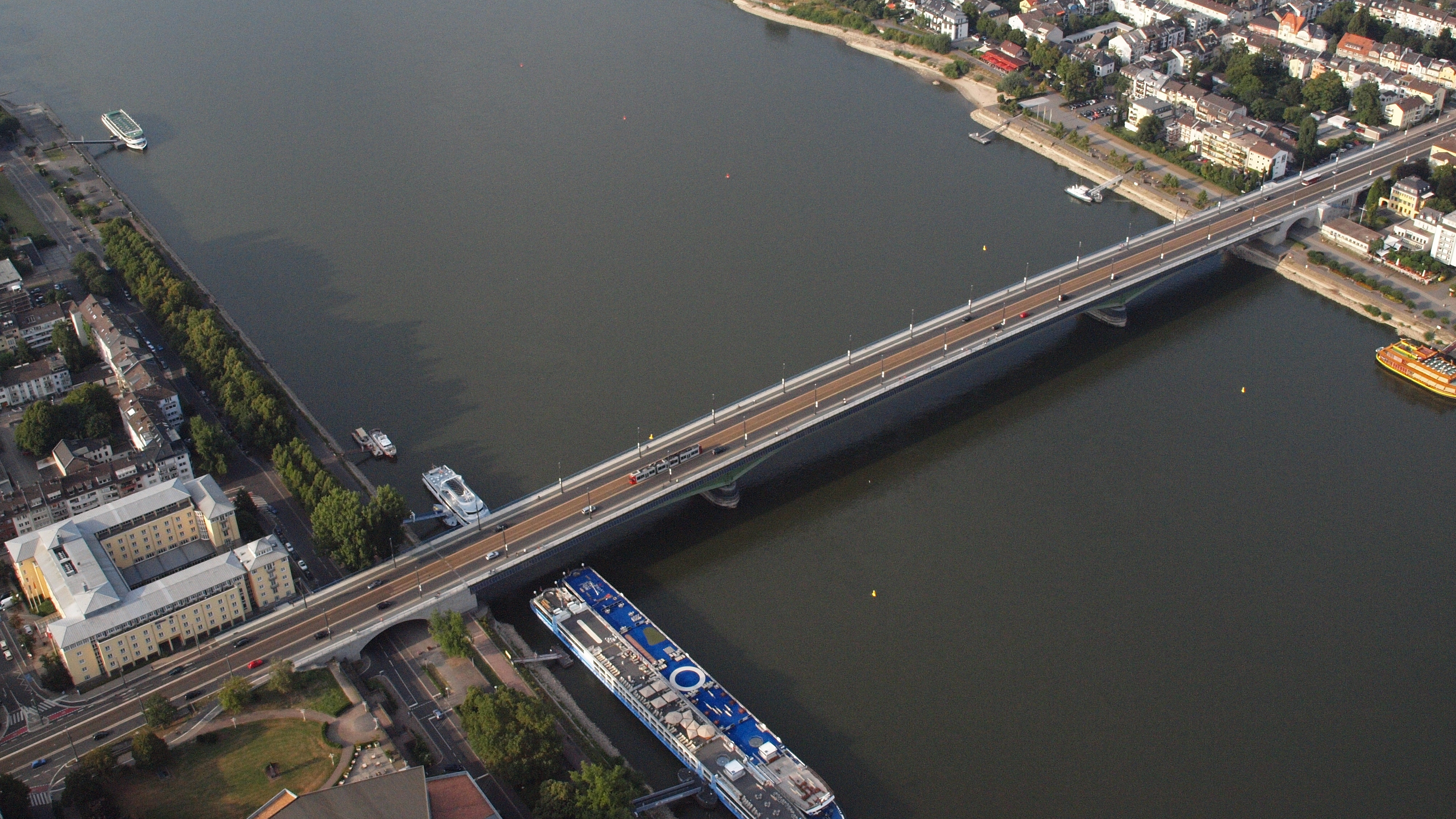
Luftaufnahme der Kennedybrücke

Die Kennedybrücke ist die mittlere der drei Bonner Rheinbrücken und verbindet die Zentren von Bonn und Beuel miteinander. Über die 394 m lange und 26,80 m breite Brücke verlaufen die Bundesstraße 56, zwei Stadtbahngleise sowie Fuß- und Radwege.
Die Brücke wurde 1948/49 auf den Pfeilern der 1945 im Zweiten Weltkrieg zerstörten alten Rheinbrücke errichtet und erhielt 1963 ihren heutigen Namen. Von 2007 bis 2010 wurde die Brücke verbreitert.

## Geschichte
An der Stelle der alten Rheinbrücke entstand 1948/49 die heutige Rheinbrücke, die 1963 zu Ehren von John F. Kennedy den Namen „Kennedybrücke“ erhielt. Ausführende Firmen waren die Stahlbau Rheinhausen und das Tiefbauunternehmen Grün & Bilfinger. Die offizielle Grundsteinlegung erfolgte mit Montierung des ersten Brückenstücks am 8. März 1949.:428 Am 6. September 1949 wurde die Grundkonstruktion fertiggestellt. Nachdem auch die Fahrbahndecke und andere Arbeiten abgeschlossen waren, wurde die Brücke am 12. November für den Verkehr freigegeben. Zum Zeitpunkt ihrer Eröffnung handelte es sich um die am weitesten gespannte Trägerbrücke über den Rhein.:437 Ein echtes Bonner Original, das stadtbekannte Brückenmännchen, wurde von der alten Rheinbrücke übernommen und an einem Pfeiler der Brücke befestigt. Von Februar bis Juli 1974 wurde die Kennedybrücke für eine Generalüberholung gesperrt.

## Konstruktion
Das ursprünglich 18 m breite Bauwerk überspannt den Rhein mit einem Bogen und zwei Halbbögen. Der mittlere Bogen hat eine Spannweite von 195,80 m, die beiden äußeren Halbbögen eine Spannweite von je 99,20 m. Die Firma Stahlbau Rheinhausen hatte zur Ausschreibung alternativ auch den Entwurf einer herkömmlichen Gitterträger-Version vorgelegt, man entschied sich jedoch für die modernere Variante einer seitlich geschlossenen Trägerrostbrücke. Die Konstruktionshöhe der vier offenen, im Abstand von 3,85 m angeordneten Blechträger beträgt über den Pfeilern 11,00 m und in Brückenmitte 3,45 m. Die Höhe der Strompfeiler beträgt 9,00 m.

## Sanierung und Umbau
Im Jahre 2003 wurden schwere Korrosionsschäden unter den Fußwegen festgestellt. Bis zu einer Sanierung wurden diese Bereiche durch provisorische Holzkonstruktionen gesichert. Nach einem weiteren Gutachten im September 2005 wurden die Geh- und Radwege aus Sicherheitsgründen komplett gesperrt. Der Fußgänger- und Radverkehr bewegte sich nun auf den beiden äußeren Fahrstreifen; Autos, Busse und Bahnen fuhren auf der inneren Spur. Im gleichen Monat beschloss der Rat der Stadt Bonn eine Sanierung und Verbreiterung zum frühestmöglichen Zeitpunkt. Die Finanzierung des Projektes war inzwischen bei Verhandlungen mit Bund und Land über einen sog. „Finanzierungsanschluss“ an die Tieflage Bad Godesberg gesichert worden. Nach damaligen Planungen sollte das Gesamtprojekt 37 Millionen Euro kosten, von denen die Stadt Bonn 12 Millionen selbst tragen musste.
Die Baumaßnahme umfasste durch den beidseitigen Anbau einstegiger Plattenbalken eine Verbreiterung der Brücke auf 26,8 m. Zusätzlich war die Altkonstruktion zu verstärken und zu sanieren. Die alten Rollenlager wurden aufgrund des Bestandsschutzes durch neue ersetzt.
Nach einer notwendigen Ausschreibung hatte die Sanierung am 16. April 2007 begonnen und sollte im April 2010 abgeschlossen sein. Bei den Bauarbeiten entstand für die Stadt- bzw. Straßenbahnen eine vom übrigen Verkehr getrennte Gleisfläche, die für eine weitere Beschleunigung vor allem der Linie 66 zum Siegburger ICE-Bahnhof sorgt. Wegen der verengten Fahrbahnen und aus Sicherheitsgründen wurde die Brücke bei Anlässen wie Silvester, Rhein in Flammen und während des Sturms Kyrill für den Fußgängerverkehr gesperrt. Es bestand die Befürchtung, dass die Absperrgitter in den Fluss geworfen würden. Fußgänger konnten kostenlos die zahlreichen Buslinien benutzen, die an den Brückenenden hielten.

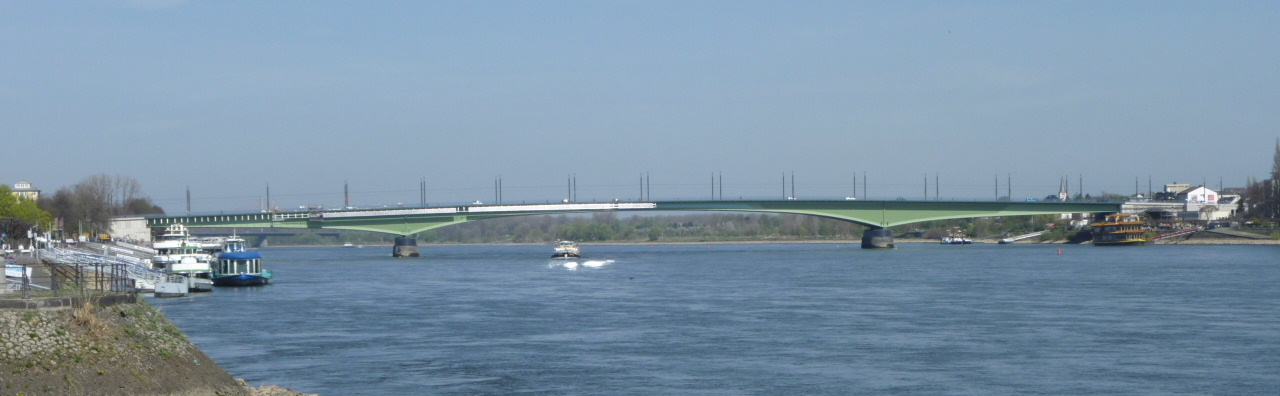
Kennedybrücke während des Einbaus der Solaranlage (April 2011)

Nach witterungsbedingten Verzögerungen im Winter 2009/10 und weiteren Schwierigkeiten erfolgte die vollständige Freigabe erst am 12. November 2010 und die endgültige Fertigstellung im Juni 2011. Die Beendigung der vierjährigen Bauarbeiten wurde mit einem Brückenfest am 3. Juli 2011 besiegelt. Die Kosten lagen höher als geplant, nach letztem Stand betrugen sie mindestens 51,4 Millionen Euro statt der veranschlagten 41,8 Millionen. Der Brückenumbau wurde bereits im November 2010 mit dem Ingenieurbau-Preis 2010 ausgezeichnet.
Von März bis April 2011 wurde an der Südseite der Kennedybrücke – über die gesamte Breite des Bauwerks – eine Solaranlage zur Stromgewinnung angebracht, die die erste an einer Flussbrücke in Europa sein soll. Sie wurde von der ortsansässigen Solarworld AG gespendet. Eine Schautafel zeigt die Stromausbeute an. Die zu erwartende Einspeisevergütung wird nach dem Willen des Sponsors jährlich einer wechselnden lokalen Organisation gespendet.

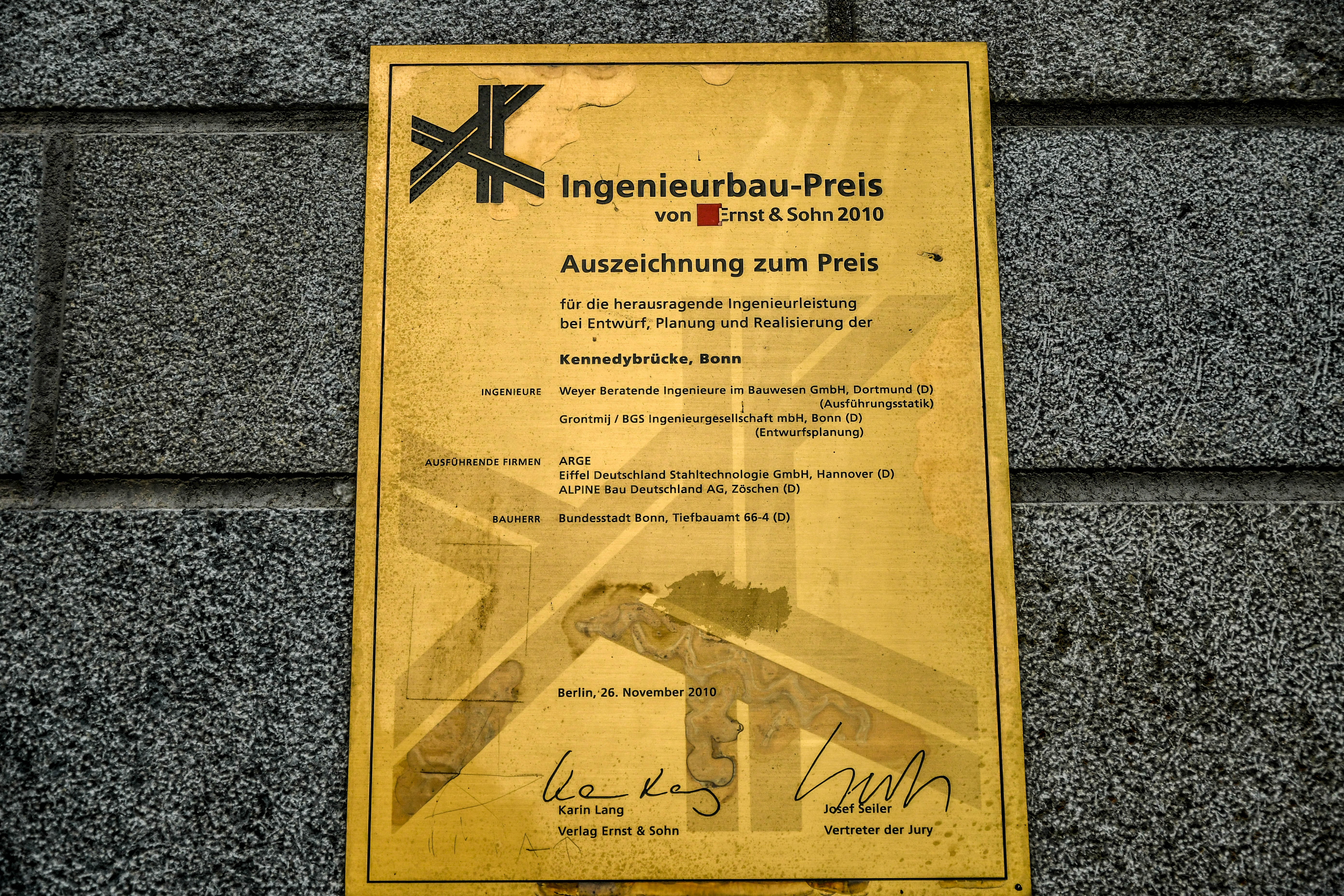
Ingenieurbau-Preis 2010